# Kirejevsk
Kirejevsk (rusky Кире́евск) je město v Tulské oblasti v Ruské federaci. Při sčítání lidu v roce 2010 měl přes pětadvacet tisíc obyvatel.

## Poloha
Kirejevsk leží ve vnitrozemí Tulské oblasti na Oleni, levém přítoku Šivoroně v povodí Upy. Od Tuly, správního střediska oblasti, je vzdálen přibližně třicet kilometrů jihovýchodně.
Nejbližší železniční stanice je 20 kilometrů východně v obci Uzlovaja.

## Dějiny
Obec založili v druhé polovině 18. století kozáci pod jménem Kirejevskaja. V 19. století začíná v okolí obce průmyslová těžba železné rudy, která je následně využívána především Tulskou zbrojovkou. Ve 20. letech 20. století se přidává těžba hnědého uhlí.
Od roku 1956 je Kirejevsk městem.
V březnu 2023, v průběhu rusko-ukrajinské války, došlo ke městě k výbuchu. Podle tvrzení agentury TASS vybuchl ukrajinský bezpilotní letoun Tu-141 naložený trhavinou a byli zraněni tři lidé.

### Rodáci
- Irina Bajanovna Solovjovová (* 1937), vycvičená kosmonautka, jedna z náhradnic Valentiny Těreškovové